# Liste der Monuments historiques in Ordonnac
Die Liste der Monuments historiques in Ordonnac führt die Monuments historiques in der französischen Gemeinde Ordonnac auf.

## Liste der Objekte
| Bezeichnung | Beschreibung | Standort                 | Kennzeichnung | Schutzstatus | Datum | Bild |
| ----------- | ------------ | ------------------------ | ------------- | ------------ | ----- | ---- |
| Glocke      | Bronze       | in der Kapelle St-Martin | PM33000610    | Classé       | 1942  |      |